# Electrocloració
L'electrocloració és el procés pel qual es converteix el clorur de sodi (NaCl, també conegut per sal comuna) en hipoclorit de sodi (NaClO, el principal component del lleixiu), mitjançant una electròlisi.
La reacció es duu a terme en una cel·la electrolítica, que consta d'un ànode i un càtode per on es fa passar un corrent d'aigua concentrat de clorur de sodi (NaCl) per a posteriorment aplicar-hi un corrent elèctric. Quan el líquid saturat de sal toca tant l'ànode com el càtode, el mateix líquid actua com a pont tancant el circuit, produint-se la reacció. Encara que es pot dur a terme la reacció amb un equip rudimentari, existeixen equips comercials anomenats electrocloradors.
Les reaccions implicades són les següents:
Reacció neta: 
NaCl+H₂O→NaOCl+↑H₂
Reaccions principals a la cel·la electrolítica:
Principals reaccions a l'ànode:
2Cl--2e-→Cl₂
2H₂O+2e-→H₂+2OH-
Principals reaccions al càtode:
Cl₂+2H₂O→HOCl+H++Cl-
HOCl→H++OCl-
Com es pot observar a la reacció neta es produeix hidrogen que és altament explosiu, per la qual cosa els electrocloradors comercials solen ser verticals (per a afavorir l'evacuació de l'hidrogen) i solen impulsar un cabal d'aire constant per a diluir l'hidrogen i evitar que s'acumuli en algun punt de la cel·la electrolítica.
L'electrocloració es pot dur a terme amb un corrent d'aigua dolça prèviament saturat de clorur de sodi (NaCl, sal comuna) o bé amb aigua de mar, però si s'optés per l'aigua de mare s'hauria de tenir en compte les possibles incrustacions degut a l'alta duresa d'aquesta aigua.
S'ha estudiat la possibilitat de reaprofitar el corrent de concentrat provinent d'una osmosi inversa (degut a la gran concentració de clorur de sodi present en aquest corrent) com a matèria primera per a realitzar l'electrocloració, però en es demostrà que només sortia rendible econòmicament si la planta dessalés corrents relativament grans. D'altra banda aquest sistema demostrà que era molt eficient reduint l'impacte ambiental del corrent de concentrat que es retornava al medi ambient, ja que disminuïa la concentració de sals, resultant en un corrent menys corrosiu.